# 巨匠とマルガリータ

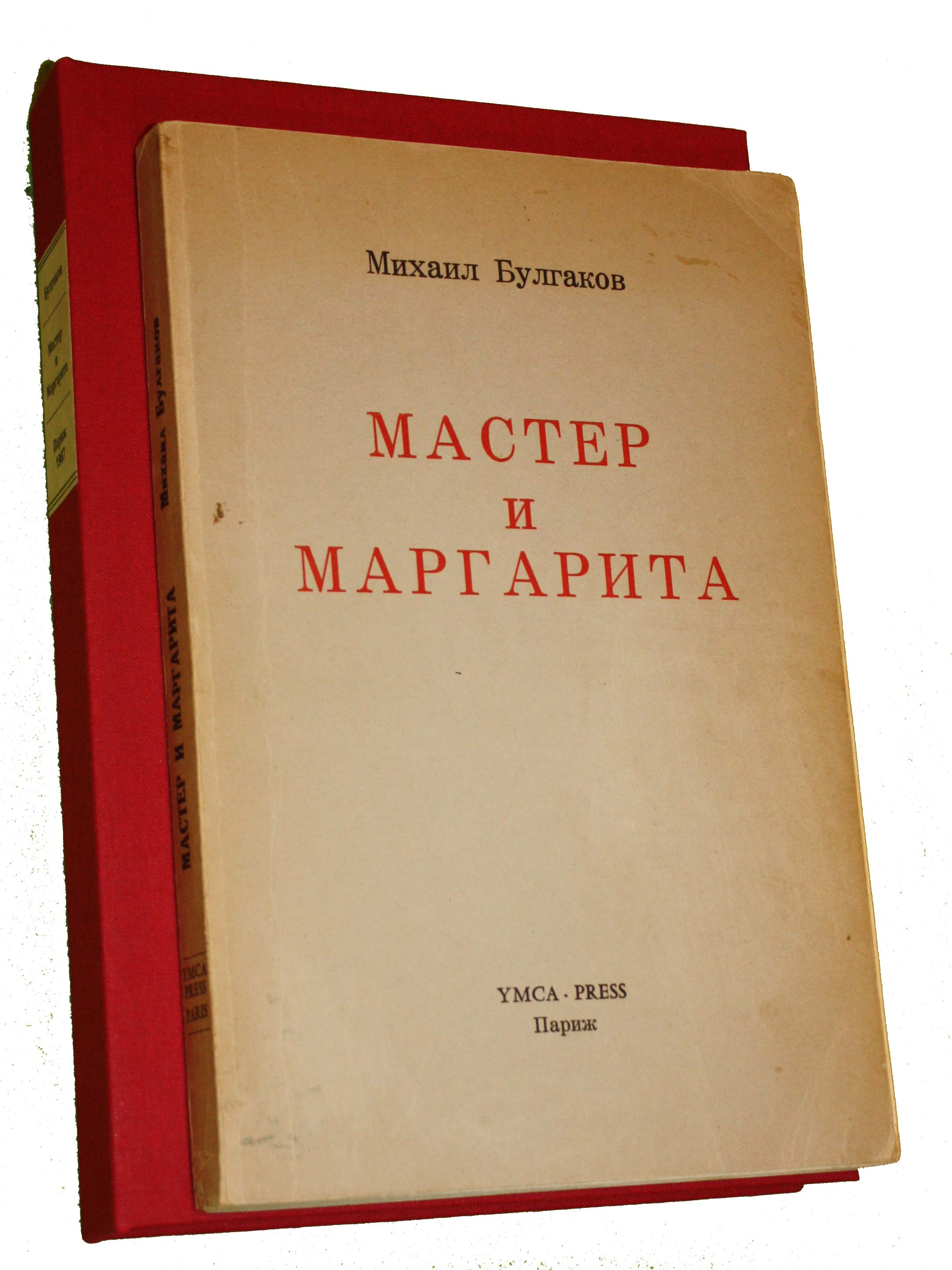

『巨匠とマルガリータ』（ロシア語: Мастер и Маргарита）は、ミハイル・ブルガーコフが1929年から1940年にかけて執筆した長編小説。
ソ連当局によって体制批判と受け止められて生前出版が叶わず、出版されたのはブルガーコフの死後26年も経った1966年であった。しかも、全体の12%が変更や削除された。サミズダートに基づくオリジナル版は1969年にフランクフルトで出版。ソ連では1974年になってようやく1940年版に基づく完全版が刊行された。1989年には草稿に基づく決定版が出版されている。
近年のロシアでは、舞台化やテレビドラマ化もなされてその人気は再浮上している。「原稿は決して燃えない」という名台詞で有名。

## 概要
第1部
5月のある日、モスクワのパトリアルシュ公園で文芸雑誌の編集長ミハイル・アレクサンドル・ベルリオーズと詩人のイワン・ニコラエヴィチ・ポヌイリョフ、別名ベズドームヌイが話をしていた。ベルリオーズによると、イエス・キリストにまつわる話は全て後世の人々による作り話で、彼は実在しないというのだ。そうした中、その場を通りかかった一人の奇妙な外国人男性が二人の会話に口を挟み、キリストが実在していたことを証明すると言い出した。この外国人もその場に、つまりポンティオ・ピラトの屋敷に居たというのだ。キリスト裁判の様子を語り始め、編集長ベルリオーズも詩人ベズドームヌイも呆れ果ててしまった。このヴォランドと名乗った外国人は次々と未来を予言し、編集長ベルリオーズはその予言通り電車に撥ねられて死亡する。そして外国人は姿を消し、詩人ベズドームヌイは気を取り乱してストラヴィンスキイ教授の病院に入院する。
そうした中で、ヴォランドの手下コローヴィエフがベルリオーズが暮らしていたアパートに現れて彼の部屋を借りたいと言った。ベルリオーズの部屋に暮らせる様になったコローヴィエフはアパートの住居者組合の議長ボソイを罠に掛けて警察に連行させる。ヴァリエテ劇場でヴォランドの公演が行われる運びとなったが、ヴォランドの手下の黒猫が司会者ベンガリスキーの首をもぎ取るパフォーマンスを行った為にその場は大混乱となった。その後に総務部長ヴァレヌンカが正体を現し、経理部長リムスキーは慌ててその場を離れて行方をくらました。
ベズドームズイの病室に謎の客が現れた。彼はベズドームヌイのパトリアルシュ公園で起きた話を真剣に聞く。その事件は悪魔による仕業だとして、ポンティオ・ピラトの屋敷での話を続ける。この人物は過去にイエスとピラトにまつわる小説を書いたが批評家に非難され、自暴自棄になって原稿を暖炉で燃やした話をした。夢の中でボソイは「自分が外貨を持っていない。それはコローヴィエフの仕業だ」と強硬に主張する。その一方でベズドームヌイは夢の中でエルサレムに居た。使徒マタイがいっその事自らの手でヨシュアを楽にさせようとパン屋からナイフを盗んで駆け付けるが、ポンティオ・ピラトの屋敷に到着した時には既にヨシュアの処刑は行われており、父母や神を罵る。
そして、ベルリオーズの叔父マクシミリアン・アンドレーヴィチ・ポプラフスキイが、ベルリオーズの部屋を相続する為にモスクワに到着した。しかし、ヴォランドやその手下達によって追い返されてしまう。ヴァリエテ劇場のビュッフェ主任アンドレイ・フォーキチ・ソーコフはヴォランドによって財産の額を言い当てられたり余命まで宣告されて気が動転し、医師のグジミンのもとを訪れるがまともに相手にされなかった。しかし、そのグジミン自身も奇怪な現象に襲われるのである。
第2部
若い科学者と結婚していたマルガリータ・ニコラーエヴナは、愛人である巨匠を忘れられずに居た。街を歩いていると、彼女は偶然ベルリオーズの葬儀に通りかかった。そこでヴォランドの手下アザゼロに話し掛けられ、パーティーに参加して貰う為に「マルガリータという名の女性を探しているが、参加してくれないか」と持ち掛けられた。アザゼロから渡されたクリームを体に塗ると、マルガリータは空を飛べるようになった。彼女はアザゼロの提案を承諾してマルゴ女王としてパーティーに参加する。そこにはローマ皇帝カリギュラやメッサリナ、イワン雷帝の右腕であったマリュータ・スクラートフやルドルフ皇帝といった歴史上の権力者や数多くの犯罪者、自殺者が参加していた。
舞踏会が終わり、マルガリータとヴォランド一味は食事を取っていた。「何か言い残す事はあるか」と尋ねられた彼女は「何も無い」と答えた。すると、ヴォランドは「決して他人に願い事をしてはならない、特に強い者には」と語り、「舞踏会の御礼に何が欲しい」と訊かれた彼女は、「フリーダの枕元にハンカチを置かないで欲しい」と要求した。しかしそれは拒否されてしまう。再び訊かれた彼女は「私の恋人の巨匠を帰して欲しい」と言った。ヴォランドは巨匠を呼び出し、二人は久し振りの再会を果たした。ヴォランドは続いて巨匠の原稿を復活させた。復活した原稿には次の様な話が書かれてあった。
雷鳴の中、ピラト総督はヨシュアを処刑した事について心境が揺れ始めていた。事前にイスカリオテのユダが殺害されるとの情報を掴んでいた総督は部下のアフラニウスに警護を命じた。しかし、ユダは殺害されてしまう。警護命令は実際のところ暗殺命令だったのである。絶望したマタイはユダを殺すつもりでいたが、総督は彼は既に殺されている旨を説明し、マタイに「誰が殺したのか」と訊かれた総督は「この私だ」と答え、ニサン十五日の夜明けを迎えたところで巨匠の原稿は終わっている。
その後モスクワ市警はベルリオーズ死亡事故やヴァリエテ劇場での騒動について、そしてベルリオーズの首が盗まれた事件について捜査を始めたが、ヴォランドの姿はどうしても発見できない。そうした中で、猫によってベルリオーズが暮らしていた50号室は火が放たれ全焼した。そして巨匠とマルガリータはヴォランドによって天界に連れて行かれ、そこで誰にも邪魔されない永遠の幸せを与えられた。詩人ベズドームヌイは歴史哲学者イワン・ニコラエヴィチ・ポスイリョフとして生活し始め、一連の事件について思い出さなくなった。

## 登場人物
現代モスクワ
巨匠
氏名は不詳。イエス・キリストを礼賛する詩を書いて文壇から追放され、精神病棟に入院する。
マルガリータ
巨匠の愛人。
ミハイル・アレクサンドロヴィチ・ベルリオーズ
文芸家協会〈マスソリト〉の会長で雑誌の編集長。
イヴァン・ニコライヴィチ・ポヌイリョフ
若い詩人。ペンネームの「ベズドームヌイ」はホームレスの意味。
ナスターシャ・ルキーニシナ・ネプレメーノワ
女流作家でペンネームは「水夫長ジョルジュ」。
ニカノル・イヴァノヴィチ・ボソイ
アパートの住居者組合の議長。
ナターシャ
マルガリータのメードだったが、後に魔法使いになった。
ヴォランド
謎めいた外国人。その名はゲーテの『ファウスト』の登場人物に由来。
コロヴィヨフ
ヴォランドの部下で、催眠術師。別名「ファゴット」。
ベヘモート
大きな黒猫。
ヘルラ
裸の魔女。
アザゼロ
射撃の名人。
マクシミリアン・アンドレーヴチ・ポプラフスキイ
経済学者。ベルリオーズの叔父でキエフで暮らしている。
スチョーパ・ボクサノヴィチ・リホジェーエフ
ベルリオーズの同居人で、ヴァリエテ劇場の支配人。
グレゴリー・ダニロヴィチ・リムスキイ
ヴァリエテ劇場の経理部長。
イヴァン・サヴェリエヴィチ・ヴァレヌンカ
ヴァリエテ劇場の総務部長。
ジョルジュ・ベンガリスキイ
ヴァリエテ劇場の司会者
アンドレイ・フォーキチ・ソーコフ
ヴァリエテ劇場のビュッフェ主任。
ワシーリイ・スチェパーノヴィチ・ラーストチキン
ヴァリエテ劇場の会計係。
ストラヴィンスキイ教授
詩人ベズドームヌイが入院した病院の院長。
古代エルサレム
ポンティオ・ピラト
ローマ帝国の第五代ユダヤ属州総督。
ナザレの人ヨシュア
イエス・キリストを名乗る謎の彷徨い人。
レビのマタイ
ナザレの人ヨシュアの弟子。
イスカリオテのユダ
ヨシュアを裏切った男。
カイアファ
ユダヤ大司祭。
マルク・クルイソポイ
百人隊長。クルイソポイは「鼠殺し」という意味。
アフラニウス
ピラト総督の命令を受けて、イスカリオテのユダを暗殺する。

## 映像化
1972年にアンジェイ・ワイダ監督が作成したほか、ロシアではウラジーミル・ボルトコ監督が2005年にテレビドラマとして十回シリーズで制作した。

## 日本語訳
- 安井侑子訳 「悪魔とマルガリータ」新潮社 1969年
- 法木綾子訳 群像社（全2巻） 2000年3月。ISBN 4-905821-47-9＆ISBN 978-4-905821-48-9
- 中田恭訳 有朋社 2006年11月／創英社 2016年12月。ISBN 978-4-88142-998-3
- 水野忠夫 訳「巨匠とマルガリータ」『世界の文学』 4 ザミャーチン/ブルガーコフ、集英社、1977年1月。
  - 水野忠夫 訳「巨匠とマルガリータ」『集英社ギャラリー「世界の文学」』 ロシア 3、集英社、1990年10月。ISBN 9784081290154。
- 水野忠夫訳 河出書房新社「世界文学全集」 2008年4月（全面改訳版）。ISBN 978-4-309-70945-1
  - 水野忠夫訳、岩波文庫（上下）、2015年